# 西村克也
西村 克也（にしむら かつや）は日本のディレクター、映画制作者、演劇（舞台・ミュージカル）制作者である。

## 略歴
- 1995年9月 MIRAI (芸能プロダクション)の創設メンバーの一人となり取締役に就任する。
- 2003年 芸能部へ異動。ディレクターとして映画、舞台、ミュージカル、ライブ開催等、現場での制作進行の管理を行う。
- 2006年4月1日 MIRAI (芸能プロダクション)の常務取締役に就任する。
- 2008年 芸能プロダクション AVILLA （旧：アバンギャルド）の新人育成機関 AVILLA STAGE のチーフディレクターに就任する。
- 2012年4月1日 MIRAI(芸能プロダクション)の専務取締役に就任する。
- 2014年9月1日 MIRAI PICTURES ACADEMY （芸能スクール）の理事長に就任する。

## グループ関連会社・事業部
- MIRAI PICTURES JAPAN
- MIRAI MUSIC ENTERTAINMENT
- MIRAI PICTURES ACADEMY
- TSUBASA（翼）
- Cafe de shachu